# Proclo

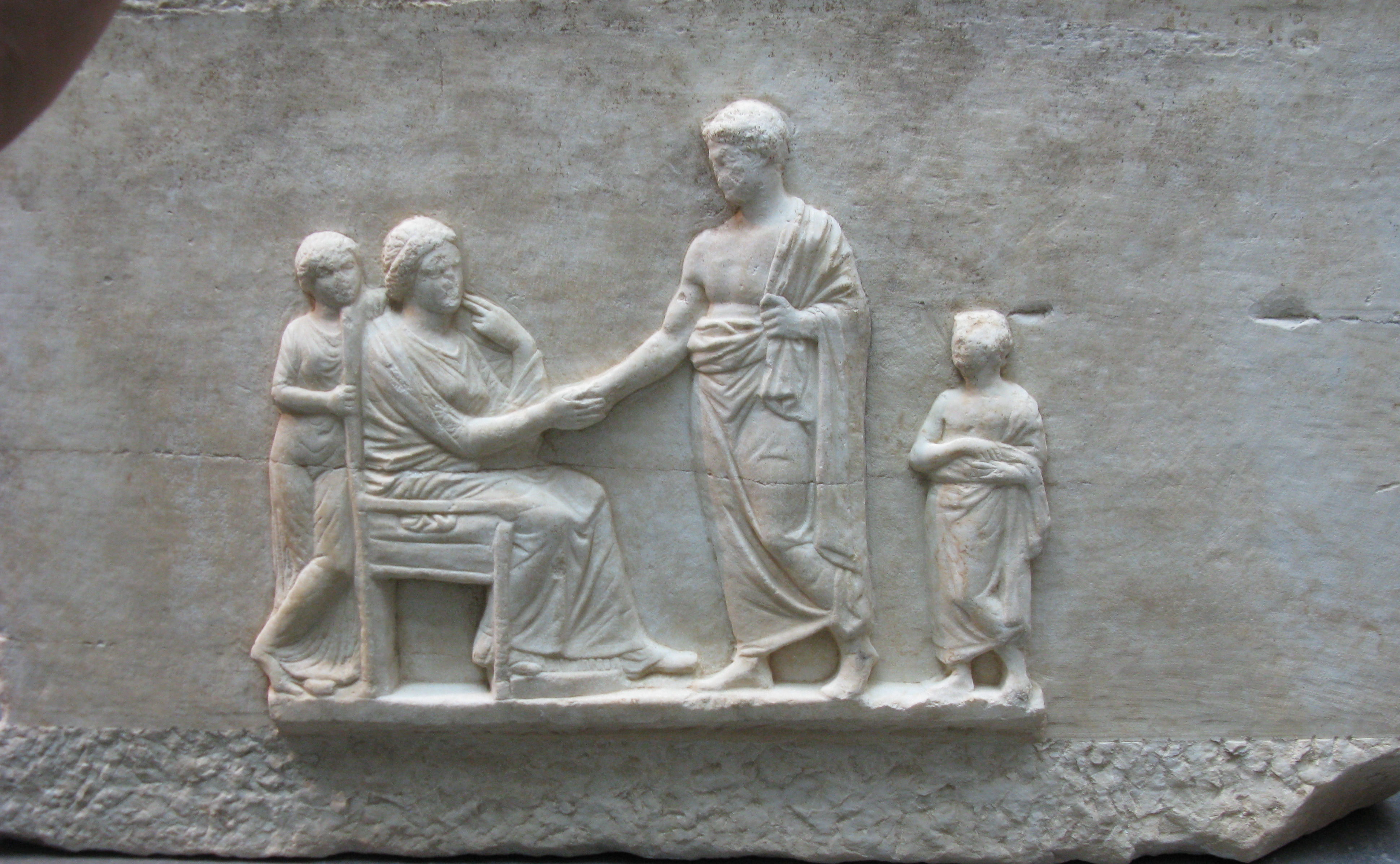
Stele funeraria di Proclo

Proclo Licio Diadoco (in greco antico:  Πρόκλoς ὁ Διάδoχoς?; in latino Proclus Lycius Diadochus; Costantinopoli, 8 febbraio 412 – Atene, 17 aprile 485) è stato un filosofo e matematico bizantino, scolarca dell'Accademia di Atene. Ebbe il merito di sistematizzare e di portare ai più alti livelli speculativi il neoplatonismo.

## Biografia
Nato da famiglia benestante originaria della Licia, il padre era un avvocato che per motivi di lavoro si recava a Costantinopoli nell'allora capitale dell'Impero romano d'Oriente.
Proclo studiò grammatica a Xanthos e poi retorica con Leonade, grammatica con Orione, filosofia, retorica latina, diritto romano e matematica ad Alessandria d'Egitto, per essere avviato alla professione di avvocato.
Rientrato a Costantinopoli seguì le orme del padre, consolidando per qualche tempo una buona fama come uomo di legge. Tuttavia preferì continuare ad occuparsi di filosofia, prima ritornando ad Alessandria, dove studiò filosofia aristotelica con Olimpiodoro il Vecchio e matematica con un certo Erone (non si tratta di Erone di Alessandria, vissuto con ogni probabilità prima), poi nel 431 recandosi ad Atene, il centro culturale dell'epoca.
Proclo studiò con Siriano di Atene, figlio di Filosseno, che vista la sua intelligenza lo fece conoscere a Plutarco di Atene, capo dell'Accademia di Atene, che non è da confondere con la prima accademia, fondata da Platone e chiusa nell'86, anno della battaglia di Mitridate. Questa accademia è infatti l'accademia fondata da Plutarco di Atene, successore di Giamblico. Proclo per due anni visse anche con il fondatore Plutarco, che lo trattò come un figlio. Morto questi, la direzione dell'Accademia passò a Siriano, che divenne maestro di Proclo. Nel 437 improvvisamente Siriano morì, e Proclo gli succedette come diadoco dell'Accademia all'età di 25 anni.
Visse ad Atene per quasi tutta la sua vita, eccetto un anno di esilio al quale fu costretto per la sua attività politico-filosofica, mal tollerata dal partito cristiano.
Di Proclo si dice che mangiasse e bevesse assai poco, osservando il digiuno l'ultimo giorno del mese, e che la notte fosse uso vegliare in preghiera; osservava i giorni nefasti degli egiziani, celebrava i noviluni e, ogni anno, si recava a visitare le tombe degli eroi attici e dei filosofi, offrendo sacrifici espiatori per le anime dei defunti. Scrisse molti inni dedicandoli agli dei greci ma anche a divinità di altri popoli.
Morì il 17 aprile del 485 e venne sepolto ad Atene nei pressi del monte Licabetto, accanto a Siriano.

### Epitaffio
Questo è l'epitaffio che Proclo volle scrivere sulla sua tomba. L’epigramma è attribuito a Proclo stesso da Marino, Vita Procli 36 ed è tràdito anche nell'Antologia Palatina (AP 7. 341):
Πρόκλος ἐγὼ γενόμην Λύκιος γένος, ὃν Συριανὸς
ἐνθάδ’ ἀμοιβὸν ἑῆς θρέψε διδασκαλίης.
ξυνὸς δ᾽ ἀμφοτέρων ὅδε σώματα δέξατο τύμβος·
αἴθε δὲ καὶ ψυχὰς χῶρος ἕεις λελάχοι
« Io, Proclo, fui Licio di stirpe, e Siriano
mi formò qui per succedergli nell'insegnamento.
Questa tomba comune accolse il corpo d'entrambi;
oh, se un solo luogo ricevesse anche le anime! »

## Pensiero e opere
Rispettoso delle tradizioni, egli afferma che in certe saggezze del passato sono depositate tracce della verità, per cui esse possono costituire un punto di riferimento per l'autentica ricerca filosofica. Platone risulta essere un saggio ispirato al quale tributare quasi un culto; l'interprete dei suoi scritti, ovvero il filosofo, diviene il garante della trasmissione della rivelazione espressa nelle sue opere. Proclo non pone nulla sopra all'Uno che è semplicità assoluta e incircoscrivibile, come tale superiore ad ogni limitazione formale ed esente da dualità (metafisica della non-dualità). Egli sviluppa una teologia in cui le ipostasi sono ancora più numerose che nel pensiero di Giamblico.
Proclo esprime quindi la dottrina delle enadi divine: all'interno dell'Uno sussistono una serie di unità derivate direttamente dall'Uno e che mediano tra esso e le realtà inferiori. Per Proclo gli dei sono provvidenziali per il semplice fatto di esistere non perché agiscano intenzionalmente. Il potere divino opera a tutti i livelli della realtà, anche in quello della materia che dunque non può essere identificata con il male.
Il suo lavoro può essere diviso in due parti. La prima è condensata nei commentari sul pensiero platonico, il primo dei quali scritto all'età di ventotto anni. Molti di questi commenti sono giunti fino ad oggi sia pure incompleti. Riguardano, in particolare, i dialoghi di Platone sulla Repubblica, il Timeo, l'Alcibiade I, il Cratilo e il Parmenide. In essi il filosofo analizza e riafferma il pensiero di Platone, molte volte a quel tempo assai male interpretato.
La seconda parte dell'attività filosofica di Proclo è di contenuto teologico e si condensa nell'Elementatio theologica e nei sei libri che compongono la Theologia Platonica.
Uomo di grande cultura, Proclo non poteva non rimanere affascinato dalla scienza, e in particolare dall'astronomia e dalla matematica. Scrisse l'opera Hypotyposis, una introduzione alle teorie astronomiche di Ipparco e Tolomeo, in cui descrive la teoria matematica del moto dei pianeti basata sulla teoria degli epicicli e degli eccentrici.
Gli è attribuito il teorema secondo il quale se un segmento di data lunghezza si muove mantenendo i suoi punti estremi su due rette che si intersecano, un punto giacente sul segmento descriverà una porzione di ellisse.
La sua opera matematica più importante è il Commento al primo libro degli 'Elementi' di Euclide, frutto del suo insegnamento all'Accademia di Atene, che è per noi una fonte essenziale sulla storia della matematica greca. In essa è compreso un riassunto della Storia della geometria di Eudemo, noto come Epitome eudemiana.

## Successori e discepoli
Proclo ebbe molti discepoli che continuarono la sua scuola: Marino di Neapoli, a cui venne dedicato il Commentarius in Platonis rempublicam e che gli succedette nella carica di diadoco; poi la scuola passò a Isidoro di Alessandria e da lui Zenodoto, e da questi, infine, a Damascio.
Altri propagatori del pensiero di Proclo furono i fratelli Ammonio ed Eliodoro, Asclepiodoto di Alessandria, a cui venne dedicato il Commentarius in Platonis Parmenidem e Agapio di Atene che fu professore di Giovanni Lydus a Filadelfia.
Altri discepoli di Proclo furono: Severiano, Teodoro (ingegnere), Pamprepio, Rufino (uomo politico ateniese), Marcellino (generale romano che ebbe un principato in Dalmazia ed Epiro), Antemio (console nel 455 e imperatore d'Occidente dal 467 al 472), Illo Puseo (console romano e prefetto del pretorio) e Flavio Messio Febo Severo (console e prefetto di Roma).
Ermia di Alessandria e la moglie Edesia, entrambi filosofi cristiani e seguaci di Proclo, diedero i natali al filosofo bizantino Ammonio di Ermia (440-523). Il suo discepolo cristiano Giovanni Filopono (490-570) elaborò la dottrina che per la prima volta riusciva a superare la conflittualità tra i due sistemi filosofici di Platone e di Aristotele, aperta da Porfirio.
Nei Principi della filosofia dell'avvenire Ludwig Feuerbach definì Hegel come il "Proclo tedesco". Secondo le Lezioni sulla storia della filosofia, mentre Plotino concepì Dio come spirito per la prima volta nella filosofia greca, la sua sistematizzazione da parte di Proclo introdusse la dialettica, vale a dire l'autosviluppo dell'Uno in tre fasi che sono richiamate dalla tesi-antitesi-sintesi hegeliane.

## Opere

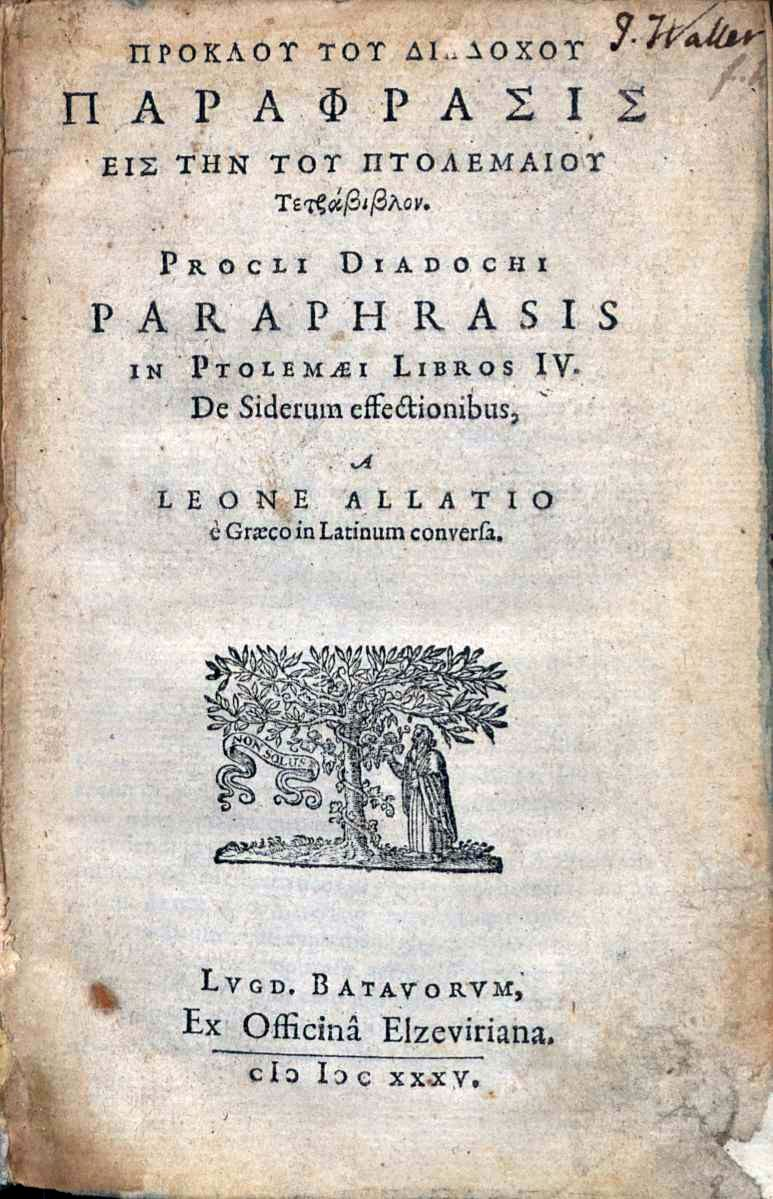
Paraphrasis in quatuor Ptolemaei libros, 1635

- (LA) De sphaera[collegamento interrotto], Paris, Thomas Richard, 1553.
- (LA) De sphaera, Firenze, eredi Bernardo Giunta (1.), 1573.
- (LA) Paraphrasis in quatuor Ptolemaei libros, Leiden, Bonaventura Elzevier et Abraham Elzevier (1.), 1635.

## Opere di Proclo in italiano
- Inni, a cura di E. Pinto, Federico & Ardia, 1975.
- Commento al I libro degli «Elementi» di Euclide, Maria Timpanaro Cardini, Pisa, Giardini, 1978.
- Elementi di teologia, a cura di Michele Losacco, Genova, Il Basilisco, 1983.
- I Manuali. I testi magico teurgici. Marino: Vita di Proclo, a cura di Chiara Faraggiana, Collana Classici del pensiero, Milano, Rusconi, 1988, ISBN 978-88-18-22003-2.
- Elementi di teologia, a cura di E. Di Stefano, Firenze, La Nuova Italia, 1994, ISBN 978-88-221-1429-7.
- Commento alla Repubblica di Platone. Testo greco a fronte, a cura di Michele Abbate, Collana Il pensiero occidentale, Milano, Bompiani, 2004, ISBN 978-88-452-1212-3.
- Tria opuscula. Provvidenza, Libertà, Male. Testo greco a fronte, a cura di Francesco D. Paparella, Collana Il pensiero occidentale, Milano, Bompiani, 2004, ISBN 978-88-452-0309-1.
- Teologia platonica. Testo greco a fronte, a cura di Michele Abbate, Collana Il pensiero occidentale, Milano, Bompiani, 2005, ISBN 978-88-452-3965-6.
- Il Male dai Commentari al Timeo di Platone, a cura e con un saggio di Massimo Cacciari, Saletta dell'Uva, 2008, ISBN 978-88-6133-019-1.
- Francesca Filippi. L'immaginario e il simbolico nell'uomo, con la traduzione del Commentario di Proclo all'"Alcibiade primo" di Platone (pp. 173–522), Milano, Vita e Pensiero 2012.
- Davide Del Forno. La dialettica in Proclo. Il quinto libro dell'"In Parmenidem" tradotto e commentato, Sankt Augustin, Academia Verlag 2014.
- Commento al «Cratilo» di Platone. Testo greco a fronte, a cura di Michele Abbate, Collana Il pensiero occidentale, Milano, Bompiani, 2017, ISBN 978-88-452-8382-6.